# Певец в Маске (Австралия)
Певец в Маске (Австралия) (Англ. The Masked Singer Australia) — австралийское реалити-шоу, премьера которого состоялась на телеканале Network 10 23 Сентября 2019 года. Это часть франшизы «Певец в маске», которая началась в Южной Корее, и в ней знаменитости поют песни, одетые в костюмы и маски, скрывающие их личность. Ведущий — Ошер Грансберг, в программе участники дискуссии угадывают личности знаменитостей, интерпретируя подсказки, предоставляемые им на протяжении каждого сезона (участники дискуссии сменяются в каждом сезоне).
Чтобы их личности не были раскрыты до выхода в эфир каждого предварительно записанного эпизода, программа широко использует кодовые имена, маскировку, соглашения о неразглашении и команду охранников. Производственной группе не рекомендуется пользоваться телефонами во время съемок, а все зрители проходят через металлоискатель, доставать телефоны во время съемок строго запрещено.

## Производство
Идея проекта взята у южнокорейского телешоу King of Mask Singer, премьера которого состоялась в феврале 2015 года. В 2019 году шоу было адаптировано в таких странах, как США, Мексика и Германия, а в середине 2019-го австралийский телеканал Network 10 сообщил, что на стадии подготовки находится австралийская адаптация этого телешоу с датой премьеры 1 сезона 23 сентября того же, 2019-го года. Ведущим проекта был назначен австралийский телеведущий и журналист Ошер Грансберг.
Шоу имело неимоверный успех, и уже через некоторое время после финала 1 сезона Network 10 сообщил, что проект продлён на 2 сезон.
Всего у шоу вышло 5 сезонов. В конце 2023 года сообщалось, что шоу продлили на 6 сезон, но, по неизвестным причинам, 6 сезон был отменён.

## Правила
В каждом сезоне есть по 2 группы, в которых находится равное количество участников. По нечётным эпизодам (1,3,5) выступают маски группы А, по чётным эпизодам (2,4,6) выступают маски группы В. Когда большее количество масок устраняется, оставшиеся маски объединяются в одну группу, и только 3 из них проходят в финал. 
Победитель шоу получает кубок и денежный приз.

## Список Сезонов
| сезон | кол-во участников | кол-во эпизодов | выход(ил) в эфир                   | 1-е место                  | 2-е место                     | 3-е место               |
| ----- | ----------------- | --------------- | ---------------------------------- | -------------------------- | ----------------------------- | ----------------------- |
| 1     | 12                | 9               | 23 сентября 2019 - 21 октября 2019 | Коди Симпсон - Робот       | Роб Миллс - Волк              | Горги Коглан - Монстр   |
| 2     | 12                | 10              | 10 августа 2020 - 14 сентября 2020 | Бонни Андерсон - Бандит    | Кейт Миллер-Хайдке - Королева | Эдди Пёрфект - Ящерица  |
| 3     | 12                | 10              | 13 сентября 2021 - 5 октября 2021  | Anastacia - Вампир         | Эм Руциано - Кукла            | Эксис Уайтхед - Кефаль  |
| 4     | 12                | 10              | 7 августа 2022 - 28 августа 2022   | Мелоди Торнтон - Диско-Шар | Шелдон Райли - Львиный Зев    | Хью Шеридан - Петух     |
| 5     | 13                | 11              | 11 сентября 2023 - 7 ноября 2023   | Дами Им - Полярная Лиса    | Даррен Хейз - Мрачный Жнец    | Конрад Сьюэлл - Кенгуру |

## 1 Сезон
Премьера 1 сезона телепроекта "Певец в Маске Австралия" состоялась на телеканале Network 10 23 сентября 2019 года. Финал состоялся 21 Октября того же года. Ведущим был назначен телеведущий и журналист Ошер Грансберг, членами жюри были назначены телеведущая и радиоведущая Джеки О, певица и актриса Данни Миноуг, комик и телеведущий Дэйв Хьюз и певица и автор песен Линдси Лохан.
Список Участников :
| Персонаж | Знаменитость     | Профессия                | Эпизоды | Эпизоды | Эпизоды | Эпизоды | Эпизоды | Эпизоды | Эпизоды | Эпизоды | Эпизоды |
| Персонаж | Знаменитость     | Профессия                | 1       | 2       | 3       | 4       | 5       | 6       | 7       | 8       | 9       |
| -------- | ---------------- | ------------------------ | ------- | ------- | ------- | ------- | ------- | ------- | ------- | ------- | ------- |
| Робот    | Коди Симпсон     | певец, гитарист          |         |         |         |         |         |         |         |         |         |
| Волк     | Роб Миллс        | актер, телеведущий       |         |         |         |         |         |         |         |         |         |
| Монстр   | Горги Коглан     | телеведущая, журналист   |         |         |         |         |         |         |         |         |         |
| Единорог | Дени Хайнс       | певица, актриса          |         |         |         |         |         |         |         |         |         |
| Паук     | Paulini          | певица, автор песен      |         |         |         |         |         |         |         |         |         |
| Лев      | Кейт Себерано    | певица, актриса          |         |         |         |         |         |         |         |         |         |
| Дракон   | Адам Брэнд       | певец, автор песен       |         |         |         |         |         |         |         |         |         |
| Креветка | Даррен Макмаллен | телеведущий, критик      |         |         |         |         |         |         |         |         |         |
| Носорог  | Уэнделл Сейлор   | регбист, спортсмен       |         |         |         |         |         |         |         |         |         |
| Пришелец | Никки Уэбстер    | певица, актриса          |         |         |         |         |         |         |         |         |         |
| Попугай  | Бретт Ли         | игрок в крикет           |         |         |         |         |         |         |         |         |         |
| Осьминог | Гретель Киллин   | комедиантка, телеведущая |         |         |         |         |         |         |         |         |         |

 Участник стал победителем шоу
 Участник занял второе место
 Участник занял третье место
 Участник прошёл дальше
 Участник стал номинантом на выбывание, но остался в шоу
 Участник покинул шоу и раскрыл свою личность
 Участник не принимал участие в этом эпизоде

## 2 Сезон
Премьера 2 сезона телепроекта "Певец в Маске Австралия" состоялась на телеканале Network 10 10 Августа 2020 года. Финал состоялся 14 Сентября того же года. Ошер Грансберг, Джеки О, Данни Миноуг и Дэйв Хьюз вернулись на роли ведущего и членов жюри.
Линдси Лохан не смогла вернуться на роль члена жюри и была заменена комедианткой и актрисой Урзилой Карлсон.
Из-за Пандемии COVID-19 в этом сезоне отсутствует живая аудитория в зале. Вместо неё используются кадры зрителей из 1-го сезона, а все голосования проводились онлайн.
Список Участников :
| Персонаж      | Знаменитость       | Профессия            | Эпизоды | Эпизоды | Эпизоды | Эпизоды | Эпизоды | Эпизоды | Эпизоды | Эпизоды | Эпизоды | Эпизоды |
| Персонаж      | Знаменитость       | Профессия            | 1       | 2       | 3       | 4       | 5       | 6       | 7       | 8       | 9       | 10      |
| ------------- | ------------------ | -------------------- | ------- | ------- | ------- | ------- | ------- | ------- | ------- | ------- | ------- | ------- |
| Разбойник     | Бонни Андерсон     | певица, актриса      |         |         |         |         |         |         |         |         |         |         |
| Королева      | Кейт Миллер-Хайдке | певица, автор песен  |         |         |         |         |         |         |         |         |         |         |
| Ящерица       | Эдди Пёрфект       | певец, пианист       |         |         |         |         |         |         |         |         |         |         |
| Марионетка    | Саймон Прайс       | актер, певец         |         |         |         |         |         |         |         |         |         |         |
| Котёнок       | Джулия Моррис      | актриса, телеведущая |         |         |         |         |         |         |         |         |         |         |
| Кактус        | Люси Дарак         | актриса, певица      |         |         |         |         |         |         |         |         |         |         |
| Волшебник     | Айзая Файрбрейс    | певец, актер         |         |         |         |         |         |         |         |         |         |         |
| Стрекоза      | Софи Монк          | актриса, модель      |         |         |         |         |         |         |         |         |         |         |
| Ленивец       | Кэти Нунан         | певица, автор песен  |         |         |         |         |         |         |         |         |         |         |
| Золотая Рыбка | Кристин Ану        | певица, актриса      |         |         |         |         |         |         |         |         |         |         |
| Акула-Молот   | Майкл Беван        | игрок в крикет       |         |         |         |         |         |         |         |         |         |         |
| Ехидна        | Марк Филиппуссис   | теннисист, спортсмен |         |         |         |         |         |         |         |         |         |         |

 Участник стал победителем шоу
 Участник занял второе место
 Участник занял третье место
 Участник прошёл дальше
 Участник стал номинантом на выбывание, но остался в шоу
 Участник покинул шоу и раскрыл свою личность
 Участник не принимал участие в этом эпизоде

## 3 Сезон
Премьера 3 сезона телепроекта "Певец в Маске Австралия" состоялась на телеканале Network 10 13 Сентября 2021 года. Финал состоялся 5 Октября того же года. Ошер Грансберг, Джеки О, Данни Миноуг, Дэйв Хьюз и Урзила Карлсон вернулись на роли ведущего и членов жюри. 
Из-за продолжающейся Пандемии COVID-19 в этом сезоне также отсутствует живая аудитория в зале. Вместо неё опять используются кадры зрителей из 1-го сезона, а все голосования вновь проводились онлайн.
Список Участников :
| Персонаж  | Знаменитость      | Профессия                 | Эпизоды | Эпизоды | Эпизоды | Эпизоды | Эпизоды | Эпизоды | Эпизоды | Эпизоды | Эпизоды | Эпизоды |
| Персонаж  | Знаменитость      | Профессия                 | 1       | 2       | 3       | 4       | 5       | 6       | 7       | 8       | 9       | 10      |
| --------- | ----------------- | ------------------------- | ------- | ------- | ------- | ------- | ------- | ------- | ------- | ------- | ------- | ------- |
| Вампир    | Anastacia         | певица, автор песен       |         |         |         |         |         |         |         |         |         |         |
| Кукла     | Эм Руциано        | комедиантка, подкастер    |         |         |         |         |         |         |         |         |         |         |
| Кефаль    | Эксис Уайтхед     | певец, музыкант           |         |         |         |         |         |         |         |         |         |         |
| Шашлык    | Джек Виджен       | певец, телеведущий        |         |         |         |         |         |         |         |         |         |         |
| Малыш     | Элла Хупер        | рок-певица, автор песен   |         |         |         |         |         |         |         |         |         |         |
| Молния    | Алли Симпсон      | певица, актриса           |         |         |         |         |         |         |         |         |         |         |
| Атлантида | Мэйси Грэй        | певица, автор-исполнитель |         |         |         |         |         |         |         |         |         |         |
| Десерт    | Махалия Барнс     | певица, автор песен       |         |         |         |         |         |         |         |         |         |         |
| Пиньята   | Лоте Тукири       | регбист, спортсмен        |         |         |         |         |         |         |         |         |         |         |
| Профессор | Бен Ли            | музыкант, актер           |         |         |         |         |         |         |         |         |         |         |
| Тряпка    | Джордж Каломбарис | шеф-повар, телеведущий    |         |         |         |         |         |         |         |         |         |         |
| Вулкан    | Винни Джонс       | актер, футболист          |         |         |         |         |         |         |         |         |         |         |

 Участник стал победителем шоу
 Участник занял второе место
 Участник занял третье место
 Участник прошёл дальше
 Участник стал номинантом на выбывание, но остался в шоу
 Участник покинул шоу и раскрыл свою личность
 Участник не принимал участие в этом эпизоде

## 4 Сезон
Премьера 4 сезона телепроекта "Певец в Маске Австралия" состоялась на телеканале Network 10 7 Августа 2022 года. Финал состоялся 28 Августа того же года. Ошер Грансберг и Дэйв Хьюз вернулись на роли ведущего и члена жюри.
Джеки О, Данни Миноуг и Урзила Карлсон не смогли вернуться на роли членов жюри и были заменены певицей и автором песен Мел Би, телеведущей и радиоведущей Эбби Чатфилд и телеведущей и медийной личностью Крисси Суон.
Также, благодаря появлению Вакцины от COVID-19 в этом сезоне наконец вернулась живая аудитория зрителей.
В этом сезоне впервые появились маски-вайлдкарты, маски, которые присоединяются к обычным маскам ближе к середине сезона, а не в начале. Маски-вайлдкарты будут помечены как (ВД).
Список Участников :
| Персонаж      | Знаменитость   | Профессия             | Эпизоды | Эпизоды | Эпизоды | Эпизоды | Эпизоды | Эпизоды | Эпизоды | Эпизоды | Эпизоды | Эпизоды |
| Персонаж      | Знаменитость   | Профессия             | 1       | 2       | 3       | 4       | 5       | 6       | 7       | 8       | 9       | 10      |
| ------------- | -------------- | --------------------- | ------- | ------- | ------- | ------- | ------- | ------- | ------- | ------- | ------- | ------- |
| Диско-Шар     | Мелоди Торнтон | певица, танцовщица    |         |         |         |         |         |         |         |         |         |         |
| Львиный Зев   | Шелдон Райли   | певец, автор песен    |         |         |         |         |         |         |         |         |         |         |
| Петух         | Хью Шеридан    | актер, телеведущий    |         |         |         |         |         |         |         |         |         |         |
| Микрофон (ВД) | Мишель Уильямс | певица, продюсер      |         |         |         |         |         |         |         |         |         |         |
| Муха          | Шеннон Нолл    | певец, автор песен    |         |         |         |         |         |         |         |         |         |         |
| Попкорн       | Сэм Спарро     | продюсер, композитор  |         |         |         |         |         |         |         |         |         |         |
| Гном (ВД)     | Мэтт Престон   | писатель, журналист   |         |         |         |         |         |         |         |         |         |         |
| Зомби         | Эмма Уоткинс   | певица, актриса       |         |         |         |         |         |         |         |         |         |         |
| Тигр          | Джейми Дьюри   | садовод, дизайнер     |         |         |         |         |         |         |         |         |         |         |
| Шлёпок        | Пиа Миранда    | актриса кино и ТВ     |         |         |         |         |         |         |         |         |         |         |
| Гусеница      | Лиза Карри     | пловчиха, спортсменка |         |         |         |         |         |         |         |         |         |         |
| Рыцарь        | Райан Молони   | актер, продюсер       |         |         |         |         |         |         |         |         |         |         |

 Участник стал победителем шоу
 Участник занял второе место
 Участник занял третье место
 Участник прошёл дальше
 Участник стал номинантом на выбывание, но остался в шоу
 Участник покинул шоу и раскрыл свою личность
 Участник не принимал участие в этом эпизоде

## 5 Сезон
Премьера 5 сезона телепроекта "Певец в Маске Австралия" состоялась на телеканале Network 10 11 Сентября 2023 года. Финал состоялся 7 Ноября того же года. Ошер Грансберг, Дэйв Хьюз, Мел Би, Эбби Чатфилд и Крисси Суон вернулись на роли ведущего и членов жюри.
Также в этом сезоне вернулись маски-вайлдкарты (ВД).
Список Участников :
| Персонаж               | Знаменитость      | Профессия              | Эпизоды | Эпизоды | Эпизоды | Эпизоды | Эпизоды | Эпизоды | Эпизоды | Эпизоды | Эпизоды | Эпизоды | Эпизоды |
| Персонаж               | Знаменитость      | Профессия              | 1       | 2       | 3       | 4       | 5       | 6       | 7       | 8       | 9       | 10      | 11      |
| ---------------------- | ----------------- | ---------------------- | ------- | ------- | ------- | ------- | ------- | ------- | ------- | ------- | ------- | ------- | ------- |
| Полярная Лиса          | Дами Им           | певица, автор песен    |         |         |         |         |         |         |         |         |         |         |         |
| Мрачный Жнец           | Даррен Хейз       | певец, композитор      |         |         |         |         |         |         |         |         |         |         |         |
| Кенгуру                | Конрад Сьюэлл     | певец, автор песен     |         |         |         |         |         |         |         |         |         |         |         |
| Корова                 | Кортни Акт        | певица, телеведущая    |         |         |         |         |         |         |         |         |         |         |         |
| Капитан (ВД)           | Брендан Февола    | бывший футболист       |         |         |         |         |         |         |         |         |         |         |         |
| Косатка (ВД)           | Эми Шеппард       | певица, автор песен    |         |         |         |         |         |         |         |         |         |         |         |
| Бургер (ВД)            | Ла Тойя Джексон   | певица, актриса        |         |         |         |         |         |         |         |         |         |         |         |
| Крошка                 | Пит Мюррей        | музыкант, автор песен  |         |         |         |         |         |         |         |         |         |         |         |
| Космическая Фея        | Шарлотта Кросби   | телеведущая, актриса   |         |         |         |         |         |         |         |         |         |         |         |
| Медуза                 | Шейнна Блейз      | дизайнер, писатель     |         |         |         |         |         |         |         |         |         |         |         |
| Злобный Авокадо        | Саммер Уорн       | дочь Шейна Уорна       |         |         |         |         |         |         |         |         |         |         |         |
| Фавн                   | Сандра Салли      | телеведущая, журналист |         |         |         |         |         |         |         |         |         |         |         |
| Манекен для Краш-Теста | Брайан Остин Грин | актер, продюсер        |         |         |         |         |         |         |         |         |         |         |         |

 Участник стал победителем шоу
 Участник занял второе место
 Участник занял третье место
 Участник прошёл дальше
 Участник стал номинантом на выбывание, но остался в шоу
 Участник покинул шоу и раскрыл свою личность
 Участник не принимал участие в этом эпизоде